# Suzanne Goldenberg
Suzanne Goldenberg é uma autora e jornalista canadense atualmente empregada pelo The Guardian como correspondente ambiental dos Estados Unidos.

## Biografia
Goldenberg nasceu e foi criada no Canadá. Ela se juntou The Guardian em 1988, cobrindo o desmembramento da antiga União Soviética e mais tarde servindo como Correspondentes do Sul da Ásia e Oriente Médio do The Guardian. Como correspondente do Oriente Médio, ela cobriu a intifada palestina em 2000-2002, e em 2003 foi um dos poucos repórteres ocidentais baseados em Bagdá cobrindo a invasão do Iraque pelos EUA. Ela se tornou correspondente do The Guardian nos EUA em 2009. Ela reside em Washington, DC com sua família.

## Relatórios
Goldenberg relatou muitos conflitos militares no início de sua carreira, como as guerras na Chechênia, na Geórgia e em Nagorno Karabakh, no início dos anos 90, a tomada do Afeganistão pelos Talibã em 1996 e a invasão do Iraque em 2003. Ela ganhou um Prêmio Bayeux-Calvados para correspondentes de guerra por sua cobertura no Iraque. Ela também relatou o conflito israelo-palestino, pelo qual foi nomeada repórter do ano pelo What the Papers Say, pela Foreign Press Association e pelo London Press Club. Ela também recebeu o Prêmio Edgar Wallace do London Press Club em maio de 2001, e ganhou o James Cameron Memorial Trust Award no final daquele ano. Como correspondente ambiental do The Guardian ' Estados Unidos, ela foi elogiada por seu trabalho sobre mudança climática e outras questões ambientais. Ela disse que sua batida implica trabalhar em uma "atmosfera altamente inflamável" semelhante à que ela experimentou ao reportar sobre o conflito israelo-palestino.

## Livros
Goldenberg escreveu dois livros: Orgulho das Pequenas Nações: O Cáucaso e o Transtorno Pós-Soviético (1994), sobre os três países do Cáucaso que se tornaram independentes da Rússia após o colapso da União Soviética, assim como a Chechênia e outros países não Repúblicas da Sérvia que pretendem redefinir sua relação com Moscou, e Senhora Presidente: A América está pronta para enviar Hillary Clinton à Casa Branca? (2007), que se concentrou na carreira política de Clinton e em sua primeira campanha presidencial para se tornar o candidato dos democratas para a eleição do ano seguinte.